# Rzepniów Nowy
Rzepniów Nowy (ukr. Новий Ріпнів, Nowyj Ripniw) – wieś na Ukrainie, w obwodzie lwowskim, w rejonie złoczowskim (do 2020 roku w rejonie buskim). W 2001 roku liczyła 206 mieszkańców.

## Historia
Dawniej wieś w powiecie kamioneckim. W II Rzeczypospolitej osada wchodziła w skład gminy Milatyn Nowy w powiecie kamioneckim, w województwie tarnopolskim.